# Leptoptilos titan
Leptoptilos titan – gatunek olbrzymiego plejstoceńskiego ptaka z rodziny bocianów (Ciconiidae). 

## Odkrycie, występowanie i wiek
Gatunek ten opisał Alexander Wetmore w 1940 roku na łamach „Journal of Paleontology”. Holotypem jest prawie kompletna lewa kość skoku (łac. tarsometatarsus) odkryta podczas wykopalisk prowadzonych w osadach rzecznych z późnego plejstocenu w wiosce Watoealang przy rzece Solo na Jawie (Indonezja). Nad tą samą rzeką, jednak na innym stanowisku (Ngandong), w podobnie datowanych osadach rzecznych znaleziono szczątki człowieka wyprostowanego (tzw. „człowiek z Solo” Homo erectus soloensis), więc gatunki te mogły egzystować obok siebie.

## Wielkość
Znaleziona kość bardzo przypominała kości największego współczesnego gatunku bociana, marabuta indyjskiego (L. dubius), jednak była znacznie większa i cięższa. Leptoptilos falconeri i Leptoptilos titan mogą reprezentować tę samą linię ewolucyjną.